# New Plymouth

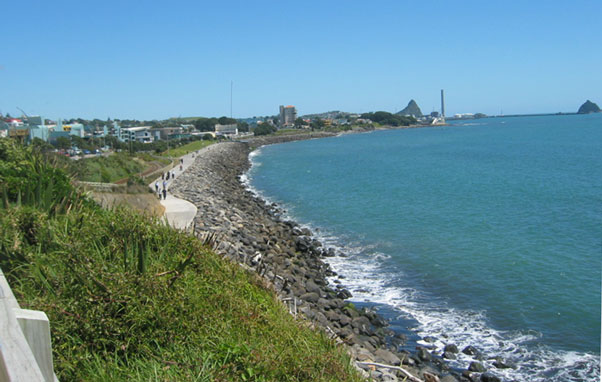
Coasta mării din nordul orașului

New Plymouth  este cel mai mare oraș din regiunea  Taranaki din Noua Zeelandă. El avea în anul 2004 o populație de 69.200 locuitori, orașul se întinde pe o suprafață de  2225 km².  

## Date geografice
În nordvestul districtului se află țărmul Mării Tasmaniei, la nord se află districtul  Waitomo la est districtul  Ruapehu, iar la sud districtul  Stratford. New Plymouth este amplasat relativ departe de orașele mari Auckland și Wellington, la ca. 5 ore cu mașina.

## Personalități marcante
- Melanie Lynskey, actriță